# ويليام هنري ديلون بيل
ويليام هنري ديلون بيل (بالإنجليزية: William Henry Dillon Bell)‏ هو سياسي نيوزلندي، ولد في 1 مارس 1884، وتوفي في 31 يوليو 1917. انتخب عضو مجلس النواب نيوزيلندا.